# Savignac-sur-Leyze

Savignac-sur-Leyze este o comună în departamentul Lot-et-Garonne din sud-vestul Franței. În 2009 avea o populație de 263 de locuitori.

## Evoluția populației
| An        | 1975 | 1982 | 1990 | 1999 | 2006 | 2009 |
| --------- | ---- | ---- | ---- | ---- | ---- | ---- |
| Populație | 233  | 223  | 273  | 273  | 268  | 263  |